# カドガン伯爵
カドガン伯爵（英: Earl Cadogan,[kəˈdʌɡən]）は、イギリスの伯爵、貴族。グレートブリテン貴族爵位。これまでに2度創設されており、いずれもカドガン家に対する叙爵である。カドガン家はロンドンの高級住宅地ケンジントン=チェルシー（ナイツブリッジ地区周辺）を地所に持ち、英国長者番付にもその名を連ねる一族である。
本項では、一族の現在と関係性の高いハンス・スローン卿についても触れる。

## 歴史

### ハンス・スローン卿とチェルシーの購入

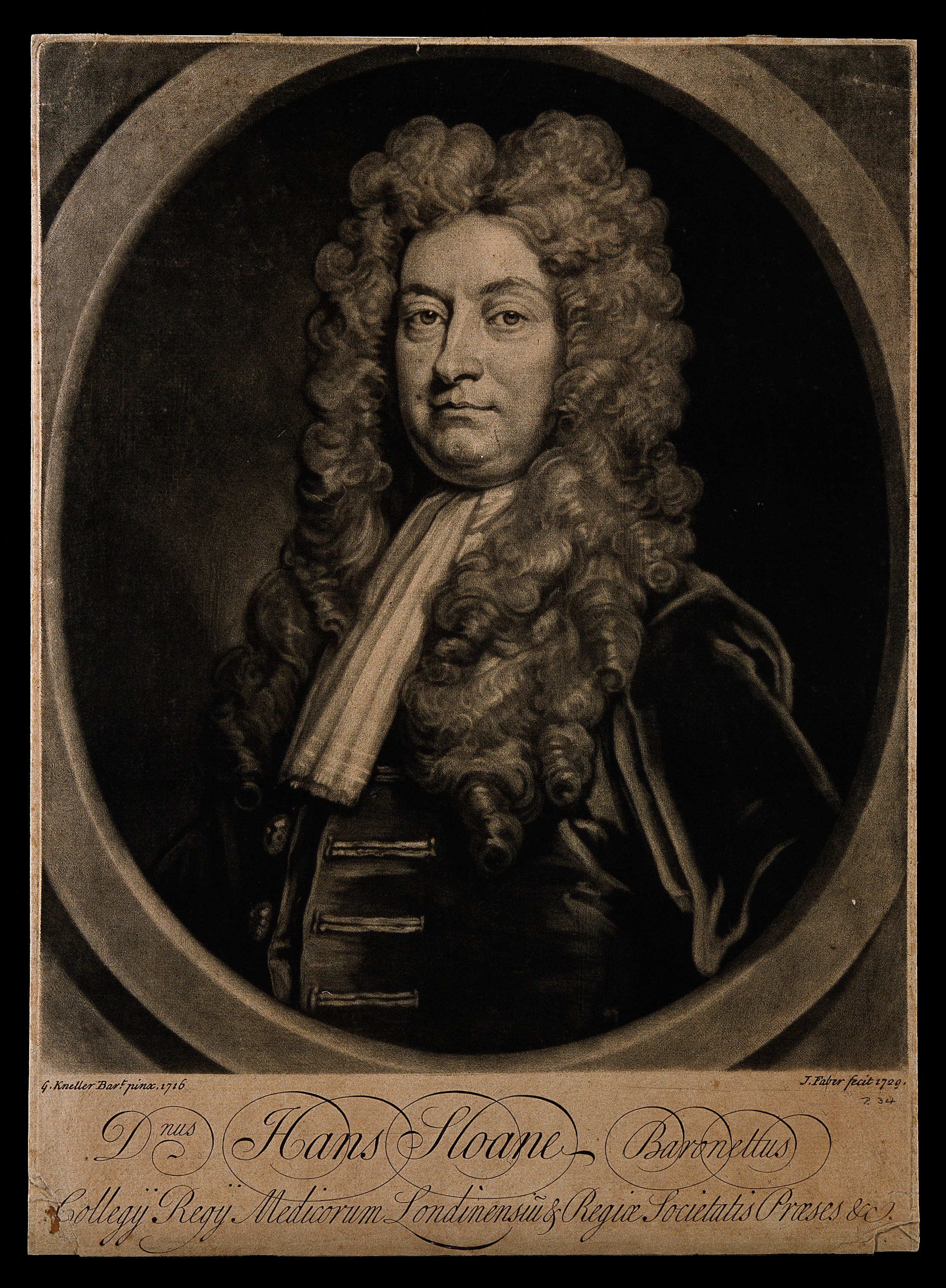
H.スローン卿

篤志家ハンス・スローン卿(1660-1753)は、大英博物館開館やココア飲料普及に寄与した医師である。彼は1712年にチェルシー地区に位置する邸宅を購入した。この時に邸宅と併せて166エーカーもの敷地(現在の同地区チェイン・ウォークを含む)をさらに手に入れている。
スローンには男子がおらず、彼の死後は2人の娘エリザベスとサラがその地所を相続した。そのエリザベスが第2代カドガン男爵と結婚したことで、カドガン家へとその所領が相続されることとなった。また、サラの相続分も後に同家が吸収している。
その後もカドガン家は19世紀の人口増加に併せて、巧みに土地開発を行った。ゆえに、同家は現在でも英国屈指の資産家である。

### カドガン将軍、爵位を得る

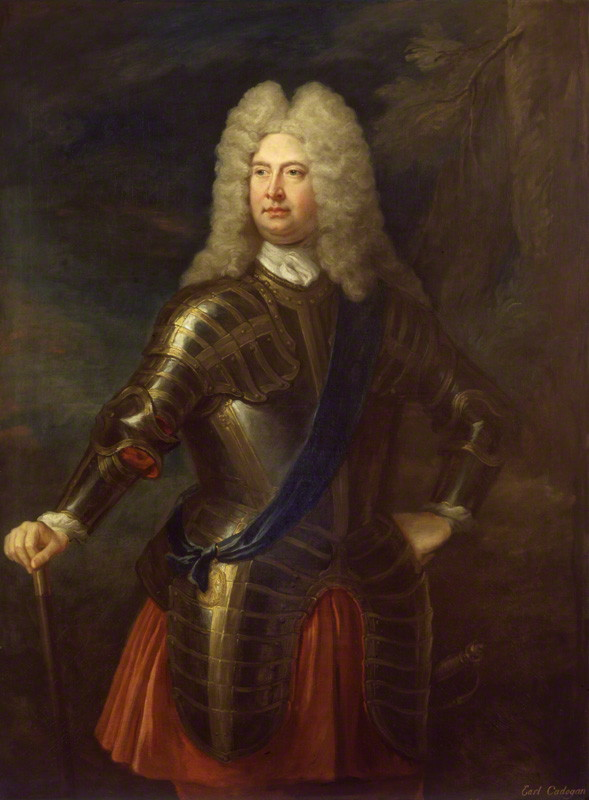
初代伯(第1期)ウィリアム・カドガン

伯爵家の祖ウィリアム・カドガン(1672-1726)は初代マールバラ公ジョン・チャーチルに仕えて、スペイン継承戦争を活躍した軍人である。彼は1715年ジャコバイト蜂起を鎮圧した翌年の1716年にバークシャー州レディングのカドガン男爵(Baron Cadogan, of Reading in the County of Berkshire)に叙されている。さらに、カドガンは1718年にグレートブリテン貴族としてデンビー州におけるカドガン伯爵(Earl Cadogan, in the County of Denbigh)に昇叙するとともに、あわせてオックスフォード州におけるカヴェシャム子爵(Viscount Caversham, in the County of Oxford)及びバッキンガム州オークリーのカドガン男爵(Baron Cadogan, of Oakley in the County of Buckingham)を授けられている。一連の爵位のうち、1718年創設のカドガン男爵位には弟チャールズとその子孫にも相続を認める特別継承権が付与されていた。
そのため、初代伯が男子なく死去すると3つの爵位は廃絶したが、カドガン男爵位のみは弟チャールズがこれを継承している。

2代男爵チャールズ(1685-1776)は妻よりスローン家所領を相続して、一族興隆の礎を築いた。彼ののちはその息子チャールズ・スローンが爵位を継いだ。

### 伯爵家再興とその後の歴史

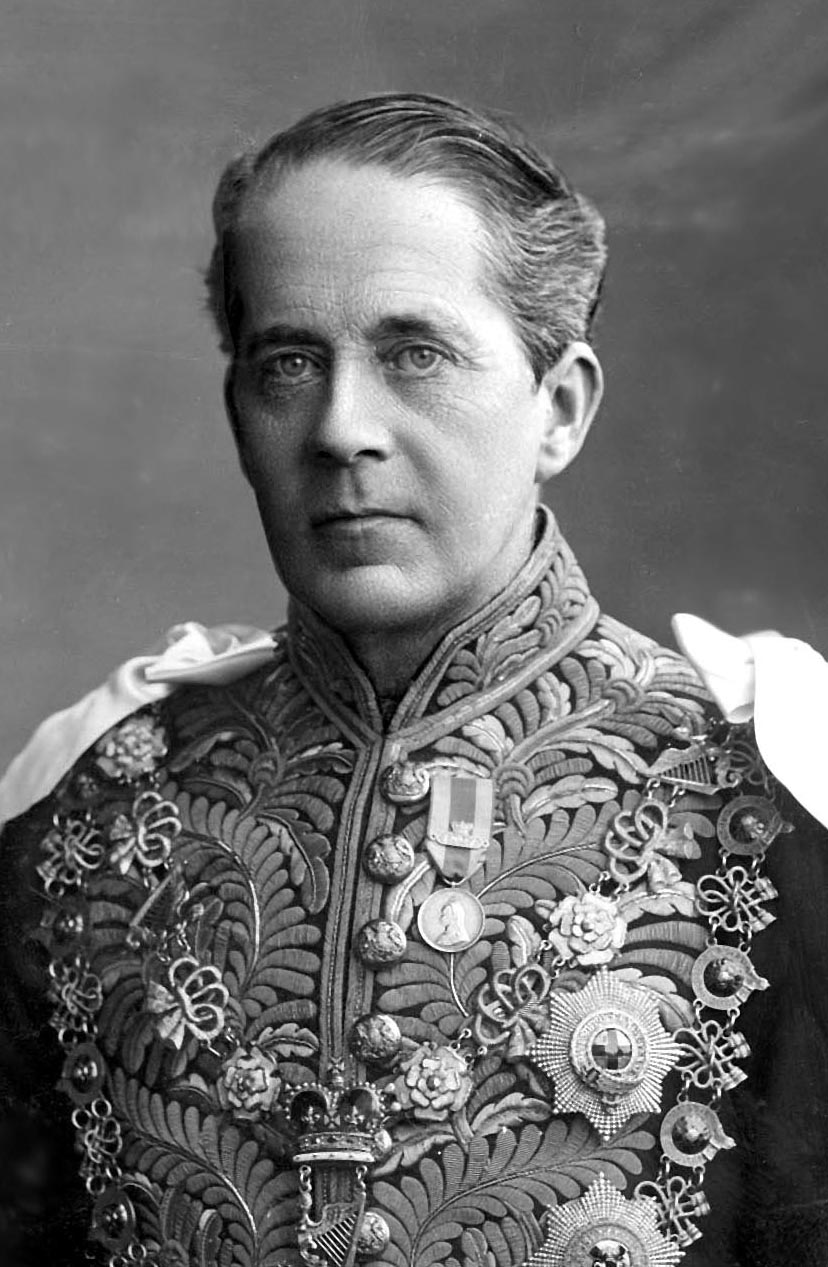
5代伯ジョージはチェルシーの近代化に邁進した。

3代男爵チャールズ・スローン(1728-1807)はホイッグ党の政治家で、エドワード王子付手許金管理長官や造幣局長官を務めた。彼は1800年にグレートブリテン貴族としてカドガン伯爵(Earl Cadogan)及びミドルセックス州チェルシーのチェルシー子爵(Viscount Chelsea, of Chelsea in the County of Middlesex)を授けられて、74年ぶりに伯爵位の再興を果たした。
初代伯は1777年に所領開発を進めるべく、建築家ヘンリー・ホランドに土地の大部分を貸与した。ホランドもその期待に応えて、スローン街やスローン・スクエア、ナイツブリッジを完成させている。
その息子である2代伯チャールズ(1749-1832)は病気がちであり、領地経営を行うことはできなかった。彼が嗣子なく死去すると、爵位は異母弟ジョージが相続した。
3代伯ジョージ(1783-1864)はナポレオン戦争に参加して赤色艦隊大将にまで昇進した提督である。彼は襲爵の前年に連合王国貴族としてオックスフォード州カヴェシャムのオークリー男爵(Baron Oakley, of Caversham in the County of Oxford)を得ていたため、以降はこの爵位も伯爵位の従属爵位に加わっている。
その息子の4代伯ヘンリー(1812-1873)は外交官として活動ののち政界へ転身、レディング選挙区選出の庶民院議員や国王親衛隊隊長を務めた。

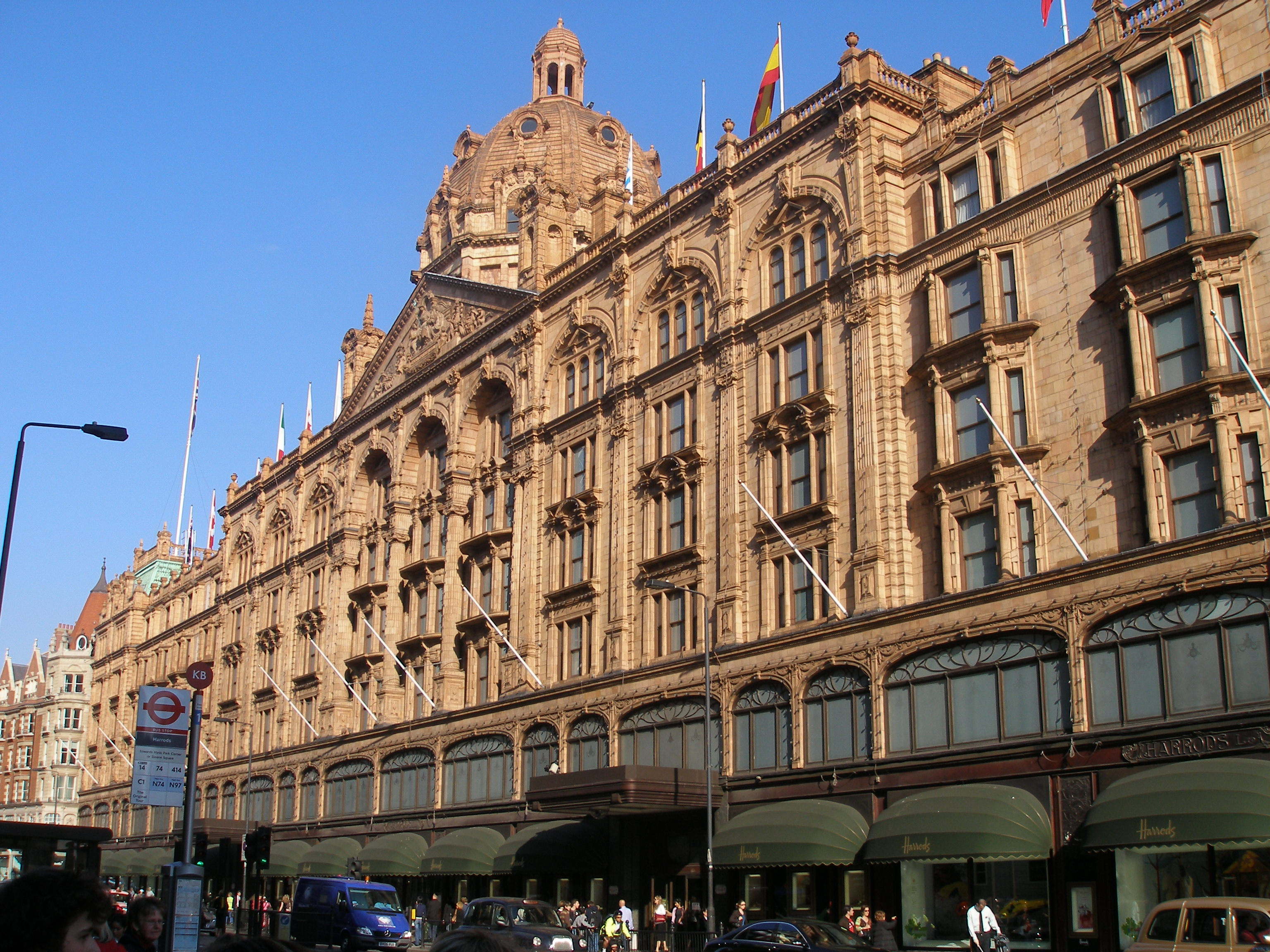
伯爵家の地所ナイツブリッジにある英国最大手兼老舗百貨店ハロッズ。

5代伯ジョージ(1840-1915)はチェルシーの大規模な再開発を行って、市庁舎や病院、教会等の建設に邁進した人物である。彼の代に、チェルシーの街並みもジョージアン様式からアン女王様式へと変貌を遂げている。政治家としても王璽尚書やアイルランド総督を歴任している。
その曾孫にあたる8代伯チャールズ(1937-)が2020年現在の伯爵家現当主である。その8代伯率いるカドガン・エステートの有する資産は68億ポンドにものぼり、チェルシー地区に93エーカーもの地所を擁するという。
かつての一族の邸宅はサフォーク州カルフォードに位置するカルフォード・パークで、現在は私立校カルフォード・スクール校舎に転用されている。
一族と爵位にかかるモットーは『嫉妬するは二流の者なり(Qui Invidet Minor Est)』。

## 現当主の保有爵位
現当主である第9代カドガン伯爵エドワード・カドガンは、以下の爵位を有する。
- 第9代カドガン伯爵(9th Earl Cadogan)
(1800年12月27日の勅許状によるグレートブリテン貴族爵位)
- 第9代ミドルセックス州チェルシーのチェルシー子爵(9th Viscount Chelsea, of Chelsea in the County of Middlesex)
(1800年12月27日の勅許状によるグレートブリテン貴族爵位)
- 第11代バッキンガム州オークリーのカドガン男爵(11th Baron Cadogan, of Oakley in the County of Buckingham)
(1718年5月8日の勅許状によるグレートブリテン貴族爵位)
- 第7代オックスフォード州カヴェシャムのオークリー男爵(7th Baron Oakley, of Caversham in the County of Oxford)
(1831年9月10日の勅許状による連合王国貴族爵位)

## 一覧

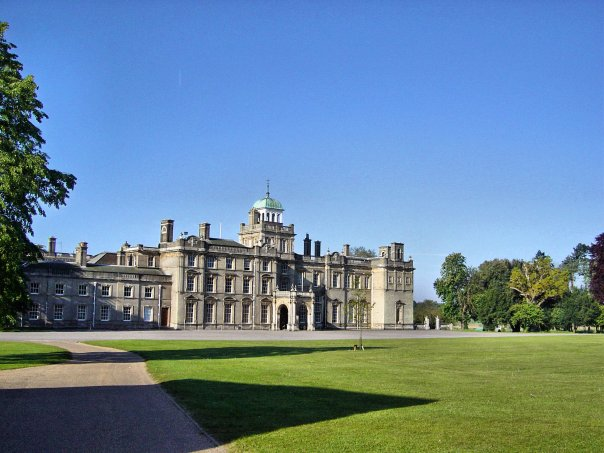
かつての邸宅カルフォード・パーク

### カドガン伯爵（第1期;1718年）
- 初代カドガン伯爵ウィリアム・カドガン (1672–1726)

### カドガン男爵（1718年）
- 初代カドガン男爵ウィリアム・カドガン (1672–1726)
- 第2代カドガン男爵チャールズ・カドガン（英語版） (1685–1776)
- 第3代カドガン男爵チャールズ・スローン・カドガン（英語版） (1728–1807)

### カドガン伯爵（第2期;1800年）
- 初代カドガン伯爵チャールズ・スローン・カドガン（英語版）
- 第2代カドガン伯爵チャールズ・ヘンリー・スローン・カドガン（英語版） (1749–1832)
- 第3代カドガン伯爵ジョージ・カドガン（英語版） (1783–1864)
- 第4代カドガン伯爵ヘンリー・チャールズ・カドガン（英語版） (1812–1873)
- 第5代カドガン伯爵ジョージ・ヘンリー・カドガン（英語版）(1840–1915)
- 第6代カドガン伯爵ジェラルド・オークリー・カドガン（英語版） (1869–1933)
- 第7代カドガン伯爵ウィリアム・ジェラルド・チャールズ・カドガン（英語版） (1914–1997)
- 第8代カドガン伯爵チャールズ・ジェラルド・ジョン・カドガン（英語版） (1937-2023)
- 第9代カドガン伯爵エドワード・チャールズ・カドガン（1966- ）

爵位の法定推定相続人は、現当主の息子であるチェルシー子爵（儀礼称号）ジョージ・エドワード・チャールズ・ディーザー・カドガン(1995-)。

## 系譜図
|  |  |                                                                    |                                                                    |                                                                    |                                                                    | ヘンリー・カドガン (1642-1713/14)                                  | ヘンリー・カドガン (1642-1713/14)                                  | ヘンリー・カドガン (1642-1713/14) | ヘンリー・カドガン (1642-1713/14) | ヘンリー・カドガン (1642-1713/14)                                                        | ヘンリー・カドガン (1642-1713/14)                                                        |                                                                                          |                                                                                          |                                                                                          |                                                                                          |                                                                                        |                                                                                        | ハンス・スローン (1660-1753)                                                                                 | ハンス・スローン (1660-1753)                                                                              | ハンス・スローン (1660-1753)                                                                              | ハンス・スローン (1660-1753)                                                                              | ハンス・スローン (1660-1753)                                                                              | ハンス・スローン (1660-1753)                                                                              |                      |                      |                      |                      |  |  |  |  |  |  |  |  |  |  |  |  |
|  |  |                                                                    |                                                                    |                                                                    |                                                                    | ヘンリー・カドガン (1642-1713/14)                                  | ヘンリー・カドガン (1642-1713/14)                                  | ヘンリー・カドガン (1642-1713/14) | ヘンリー・カドガン (1642-1713/14) | ヘンリー・カドガン (1642-1713/14)                                                        | ヘンリー・カドガン (1642-1713/14)                                                        |                                                                                          |                                                                                          |                                                                                          |                                                                                          |                                                                                        |                                                                                        | ハンス・スローン (1660-1753)                                                                                 | ハンス・スローン (1660-1753)                                                                              | ハンス・スローン (1660-1753)                                                                              | ハンス・スローン (1660-1753)                                                                              | ハンス・スローン (1660-1753)                                                                              | ハンス・スローン (1660-1753)                                                                              |                      |                      |                      |                      |  |  |  |  |  |  |  |  |  |  |  |  |
|  |  |                                                                    |                                                                    |                                                                    |                                                                    |                                                                    |                                                                    |                                   |                                   |                                                                                          |                                                                                          |                                                                                          |                                                                                          |                                                                                          |                                                                                          |                                                                                        |                                                                                        | | | | | | |                      |                      |                      |                      |  |  |  |  |  |  |  |  |  |  |  |  |
|  |  | ウィリアム・カドガン 初代カドガン伯爵 初代カドガン男爵 (1675-1726) | ウィリアム・カドガン 初代カドガン伯爵 初代カドガン男爵 (1675-1726) | ウィリアム・カドガン 初代カドガン伯爵 初代カドガン男爵 (1675-1726) | ウィリアム・カドガン 初代カドガン伯爵 初代カドガン男爵 (1675-1726) | ウィリアム・カドガン 初代カドガン伯爵 初代カドガン男爵 (1675-1726) | ウィリアム・カドガン 初代カドガン伯爵 初代カドガン男爵 (1675-1726) |                                   |                                   | チャールズ・カドガン 第2代カドガン男爵 (1684/5-1776)                                     | チャールズ・カドガン 第2代カドガン男爵 (1684/5-1776)                                     | チャールズ・カドガン 第2代カドガン男爵 (1684/5-1776)                                     | チャールズ・カドガン 第2代カドガン男爵 (1684/5-1776)                                     | チャールズ・カドガン 第2代カドガン男爵 (1684/5-1776)                                     | チャールズ・カドガン 第2代カドガン男爵 (1684/5-1776)                                     |                                                                                        |                                                                                        | エリザベス・スローン                                                                                         | エリザベス・スローン                                                                                      | エリザベス・スローン                                                                                      | エリザベス・スローン                                                                                      | エリザベス・スローン                                                                                      | エリザベス・スローン                                                                                      |                      |                      |                      |                      |  |  |  |  |  |  |  |  |  |  |  |  |
|  |  | ウィリアム・カドガン 初代カドガン伯爵 初代カドガン男爵 (1675-1726) | ウィリアム・カドガン 初代カドガン伯爵 初代カドガン男爵 (1675-1726) | ウィリアム・カドガン 初代カドガン伯爵 初代カドガン男爵 (1675-1726) | ウィリアム・カドガン 初代カドガン伯爵 初代カドガン男爵 (1675-1726) | ウィリアム・カドガン 初代カドガン伯爵 初代カドガン男爵 (1675-1726) | ウィリアム・カドガン 初代カドガン伯爵 初代カドガン男爵 (1675-1726) |                                   |                                   | チャールズ・カドガン 第2代カドガン男爵 (1684/5-1776)                                     | チャールズ・カドガン 第2代カドガン男爵 (1684/5-1776)                                     | チャールズ・カドガン 第2代カドガン男爵 (1684/5-1776)                                     | チャールズ・カドガン 第2代カドガン男爵 (1684/5-1776)                                     | チャールズ・カドガン 第2代カドガン男爵 (1684/5-1776)                                     | チャールズ・カドガン 第2代カドガン男爵 (1684/5-1776)                                     |                                                                                        |                                                                                        | エリザベス・スローン                                                                                         | エリザベス・スローン                                                                                      | エリザベス・スローン                                                                                      | エリザベス・スローン                                                                                      | エリザベス・スローン                                                                                      | エリザベス・スローン                                                                                      |                      |                      |                      |                      |  |  |  |  |  |  |  |  |  |  |  |  |
|  |  |                                                                    |                                                                    |                                                                    |                                                                    |                                                                    |                                                                    |                                   |                                   |                                                                                          |                                                                                          |                                                                                          |                                                                                          |                                                                                          |                                                                                          |                                                                                        |                                                                                        | | | | | | |                      |                      |                      |                      |  |  |  |  |  |  |  |  |  |  |  |  |
|  |  |                                                                    |                                                                    |                                                                    |                                                                    | フランシス・ブロームリー                                           | フランシス・ブロームリー                                           | フランシス・ブロームリー          | フランシス・ブロームリー          | フランシス・ブロームリー                                                                 | フランシス・ブロームリー                                                                 |                                                                                          |                                                                                          | チャールズ・カドガン 第3代カドガン男爵 初代カドガン伯爵 初代チェルシー子爵 (1728-1807)   | チャールズ・カドガン 第3代カドガン男爵 初代カドガン伯爵 初代チェルシー子爵 (1728-1807)   | チャールズ・カドガン 第3代カドガン男爵 初代カドガン伯爵 初代チェルシー子爵 (1728-1807) | チャールズ・カドガン 第3代カドガン男爵 初代カドガン伯爵 初代チェルシー子爵 (1728-1807) | チャールズ・カドガン 第3代カドガン男爵 初代カドガン伯爵 初代チェルシー子爵 (1728-1807)                       | チャールズ・カドガン 第3代カドガン男爵 初代カドガン伯爵 初代チェルシー子爵 (1728-1807)                    | | | メアリー・チャーチル                                                                                      | メアリー・チャーチル                                                                                      | メアリー・チャーチル | メアリー・チャーチル | メアリー・チャーチル | メアリー・チャーチル |  |  |  |  |  |  |  |  |  |  |  |  |
|  |  |                                                                    |                                                                    |                                                                    |                                                                    | フランシス・ブロームリー                                           | フランシス・ブロームリー                                           | フランシス・ブロームリー          | フランシス・ブロームリー          | フランシス・ブロームリー                                                                 | フランシス・ブロームリー                                                                 |                                                                                          |                                                                                          | チャールズ・カドガン 第3代カドガン男爵 初代カドガン伯爵 初代チェルシー子爵 (1728-1807)   | チャールズ・カドガン 第3代カドガン男爵 初代カドガン伯爵 初代チェルシー子爵 (1728-1807)   | チャールズ・カドガン 第3代カドガン男爵 初代カドガン伯爵 初代チェルシー子爵 (1728-1807) | チャールズ・カドガン 第3代カドガン男爵 初代カドガン伯爵 初代チェルシー子爵 (1728-1807) | チャールズ・カドガン 第3代カドガン男爵 初代カドガン伯爵 初代チェルシー子爵 (1728-1807)                       | チャールズ・カドガン 第3代カドガン男爵 初代カドガン伯爵 初代チェルシー子爵 (1728-1807)                    | | | メアリー・チャーチル                                                                                      | メアリー・チャーチル                                                                                      | メアリー・チャーチル | メアリー・チャーチル | メアリー・チャーチル | メアリー・チャーチル |  |  |  |  |  |  |  |  |  |  |  |  |
|  |  |                                                                    |                                                                    |                                                                    |                                                                    |                                                                    |                                                                    |                                   |                                   |                                                                                          |                                                                                          |                                                                                          |                                                                                          |                                                                                          |                                                                                          |                                                                                        |                                                                                        | | | | | | |                      |                      |                      |                      |  |  |  |  |  |  |  |  |  |  |  |  |
|  |  |                                                                    |                                                                    |                                                                    |                                                                    |                                                                    |                                                                    |                                   |                                   | チャールズ・カドガン 第2代カドガン伯爵 第2代チェルシー子爵 第4代カドガン男爵 (1749-1832) | チャールズ・カドガン 第2代カドガン伯爵 第2代チェルシー子爵 第4代カドガン男爵 (1749-1832) | チャールズ・カドガン 第2代カドガン伯爵 第2代チェルシー子爵 第4代カドガン男爵 (1749-1832) | チャールズ・カドガン 第2代カドガン伯爵 第2代チェルシー子爵 第4代カドガン男爵 (1749-1832) | チャールズ・カドガン 第2代カドガン伯爵 第2代チェルシー子爵 第4代カドガン男爵 (1749-1832) | チャールズ・カドガン 第2代カドガン伯爵 第2代チェルシー子爵 第4代カドガン男爵 (1749-1832) |                                                                                        |                                                                                        | ジョージ・カドガン 第3代カドガン伯爵 第3代チェルシー子爵 第5代カドガン男爵 初代オークリー男爵 (1783-1864)    | ジョージ・カドガン 第3代カドガン伯爵 第3代チェルシー子爵 第5代カドガン男爵 初代オークリー男爵 (1783-1864) | ジョージ・カドガン 第3代カドガン伯爵 第3代チェルシー子爵 第5代カドガン男爵 初代オークリー男爵 (1783-1864) | ジョージ・カドガン 第3代カドガン伯爵 第3代チェルシー子爵 第5代カドガン男爵 初代オークリー男爵 (1783-1864) | ジョージ・カドガン 第3代カドガン伯爵 第3代チェルシー子爵 第5代カドガン男爵 初代オークリー男爵 (1783-1864) | ジョージ・カドガン 第3代カドガン伯爵 第3代チェルシー子爵 第5代カドガン男爵 初代オークリー男爵 (1783-1864) |                      |                      |                      |                      |  |  |  |  |  |  |  |  |  |  |  |  |
|  |  |                                                                    |                                                                    |                                                                    |                                                                    |                                                                    |                                                                    |                                   |                                   | チャールズ・カドガン 第2代カドガン伯爵 第2代チェルシー子爵 第4代カドガン男爵 (1749-1832) | チャールズ・カドガン 第2代カドガン伯爵 第2代チェルシー子爵 第4代カドガン男爵 (1749-1832) | チャールズ・カドガン 第2代カドガン伯爵 第2代チェルシー子爵 第4代カドガン男爵 (1749-1832) | チャールズ・カドガン 第2代カドガン伯爵 第2代チェルシー子爵 第4代カドガン男爵 (1749-1832) | チャールズ・カドガン 第2代カドガン伯爵 第2代チェルシー子爵 第4代カドガン男爵 (1749-1832) | チャールズ・カドガン 第2代カドガン伯爵 第2代チェルシー子爵 第4代カドガン男爵 (1749-1832) |                                                                                        |                                                                                        | ジョージ・カドガン 第3代カドガン伯爵 第3代チェルシー子爵 第5代カドガン男爵 初代オークリー男爵 (1783-1864)    | ジョージ・カドガン 第3代カドガン伯爵 第3代チェルシー子爵 第5代カドガン男爵 初代オークリー男爵 (1783-1864) | ジョージ・カドガン 第3代カドガン伯爵 第3代チェルシー子爵 第5代カドガン男爵 初代オークリー男爵 (1783-1864) | ジョージ・カドガン 第3代カドガン伯爵 第3代チェルシー子爵 第5代カドガン男爵 初代オークリー男爵 (1783-1864) | ジョージ・カドガン 第3代カドガン伯爵 第3代チェルシー子爵 第5代カドガン男爵 初代オークリー男爵 (1783-1864) | ジョージ・カドガン 第3代カドガン伯爵 第3代チェルシー子爵 第5代カドガン男爵 初代オークリー男爵 (1783-1864) |                      |                      |                      |                      |  |  |  |  |  |  |  |  |  |  |  |  |
|  |  |                                                                    |                                                                    |                                                                    |                                                                    |                                                                    |                                                                    |                                   |                                   |                                                                                          |                                                                                          |                                                                                          |                                                                                          |                                                                                          |                                                                                          |                                                                                        |                                                                                        | ヘンリー・カドガン 第4代カドガン伯爵 第4代チェルシー子爵 第6代カドガン男爵 第2代オークリー男爵 (1812-1873)   | | | | | |                      |                      |                      |                      |  |  |  |  |  |  |  |  |  |  |  |  |
|  |  |                                                                    |                                                                    |                                                                    |                                                                    |                                                                    |                                                                    |                                   |                                   |                                                                                          |                                                                                          |                                                                                          |                                                                                          |                                                                                          |                                                                                          |                                                                                        |                                                                                        | | | | | | |                      |                      |                      |                      |  |  |  |  |  |  |  |  |  |  |  |  |
|  |  |                                                                    |                                                                    |                                                                    |                                                                    |                                                                    |                                                                    |                                   |                                   |                                                                                          |                                                                                          |                                                                                          |                                                                                          |                                                                                          |                                                                                          |                                                                                        |                                                                                        | ジョージ・カドガン 第5代カドガン伯爵 第5代チェルシー子爵 第7代カドガン男爵 第3代オークリー男爵 (1840-1915)   | | | | | |                      |                      |                      |                      |  |  |  |  |  |  |  |  |  |  |  |  |
|  |  |                                                                    |                                                                    |                                                                    |                                                                    |                                                                    |                                                                    |                                   |                                   |                                                                                          |                                                                                          |                                                                                          |                                                                                          |                                                                                          |                                                                                          |                                                                                        |                                                                                        | | | | | | |                      |                      |                      |                      |  |  |  |  |  |  |  |  |  |  |  |  |
|  |  |                                                                    |                                                                    |                                                                    |                                                                    |                                                                    |                                                                    |                                   |                                   |                                                                                          |                                                                                          |                                                                                          |                                                                                          |                                                                                          |                                                                                          |                                                                                        |                                                                                        | ジェラルド・カドガン 第6代カドガン伯爵 第6代チェルシー子爵 第8代カドガン男爵 第4代オークリー男爵 (1869-1933) | | | | | |                      |                      |                      |                      |  |  |  |  |  |  |  |  |  |  |  |  |
|  |  |                                                                    |                                                                    |                                                                    |                                                                    |                                                                    |                                                                    |                                   |                                   |                                                                                          |                                                                                          |                                                                                          |                                                                                          |                                                                                          |                                                                                          |                                                                                        |                                                                                        | | | | | | |                      |                      |                      |                      |  |  |  |  |  |  |  |  |  |  |  |  |
|  |  |                                                                    |                                                                    |                                                                    |                                                                    |                                                                    |                                                                    |                                   |                                   |                                                                                          |                                                                                          |                                                                                          |                                                                                          |                                                                                          |                                                                                          |                                                                                        |                                                                                        | ウィリアム・カドガン 第7代カドガン伯爵 第7代チェルシー子爵 第9代カドガン男爵 第5代オークリー男爵 (1914-1997) | | | | | |                      |                      |                      |                      |  |  |  |  |  |  |  |  |  |  |  |  |
|  |  |                                                                    |                                                                    |                                                                    |                                                                    |                                                                    |                                                                    |                                   |                                   |                                                                                          |                                                                                          |                                                                                          |                                                                                          |                                                                                          |                                                                                          |                                                                                        |                                                                                        | | | | | | |                      |                      |                      |                      |  |  |  |  |  |  |  |  |  |  |  |  |
|  |  |                                                                    |                                                                    |                                                                    |                                                                    |                                                                    |                                                                    |                                   |                                   |                                                                                          |                                                                                          |                                                                                          |                                                                                          |                                                                                          |                                                                                          |                                                                                        |                                                                                        | チャールズ・カドガン 第8代カドガン伯爵 第8代チェルシー子爵 第10代カドガン男爵 第6代オークリー男爵 (1937-)    | | | | | |                      |                      |                      |                      |  |  |  |  |  |  |  |  |  |  |  |  |
|  |  |                                                                    |                                                                    |                                                                    |                                                                    |                                                                    |                                                                    |                                   |                                   |                                                                                          |                                                                                          |                                                                                          |                                                                                          |                                                                                          |                                                                                          |                                                                                        |                                                                                        | | | | | | |                      |                      |                      |                      |  |  |  |  |  |  |  |  |  |  |  |  |
|  |  |                                                                    |                                                                    |                                                                    |                                                                    |                                                                    |                                                                    |                                   |                                   |                                                                                          |                                                                                          |                                                                                          |                                                                                          |                                                                                          |                                                                                          |                                                                                        |                                                                                        | エドワード・カドガン 法定推定相続人 (1966-)                                                                  | | | | | |                      |                      |                      |                      |  |  |  |  |  |  |  |  |  |  |  |  |
|  |  |                                                                    |                                                                    |                                                                    |                                                                    |                                                                    |                                                                    |                                   |                                   |                                                                                          |                                                                                          |                                                                                          |                                                                                          |                                                                                          |                                                                                          |                                                                                        |                                                                                        | | | | | | |                      |                      |                      |                      |  |  |  |  |  |  |  |  |  |  |  |  |
|  |  |                                                                    |                                                                    |                                                                    |                                                                    |                                                                    |                                                                    |                                   |                                   |                                                                                          |                                                                                          |                                                                                          |                                                                                          |                                                                                          |                                                                                          |                                                                                        |                                                                                        | ジョージ・カドガン (1995-)                                                                                   | | | | | |                      |                      |                      |                      |  |  |  |  |  |  |  |  |  |  |  |  |

### 註釈
1. ↑  尺貫法に換算すると、約20万3200坪に相当。
2. ↑  日本円に換算すると、約9122億円。
3. ↑  尺貫法に換算すると、約10万坪に相当する。